# Абу-Дея
Абу-Дея, также А́бу-Де́иа (фр. Aboudéïa) — город и супрефектура в Чаде, расположенный на территории региона Саламат. Является административным центром департамента Абу-Дея.

## Географическое положение
Город находится в юго-восточной части Чада, к северу от вади Кором (Бахр-Кором), к западу от вади Авис, на высоте 508 метров над уровнем моря.
Абу-Дея расположена на расстоянии приблизительно 456 километров к востоку-юго-востоку (ESE) от столицы страны Нджамены.

## Климат
Климат города характеризуется как полупустынный жаркий (BSh в классификации климатов Кёппена). Среднегодовая температура воздуха составляет 27,9 °C. Средняя температура самого холодного месяца (января) составляет 25,3 °С, самого жаркого месяца (апреля) — 31,9 °С. Расчётная многолетняя норма осадков — 772 мм. В течение года количество осадков распределено неравномерно, основная их масса выпадает в период с мая по октябрь. Наибольшее количество осадков выпадает в августе (250 мм).

## Население
По данным официальной переписи 2009 года численность населения Абу-Деи составляла 27 034 человек (12 795 мужчин и 14 239 женщин). Население супрефектуры по возрастному диапазону распределилось следующим образом: 52,4 % — жители младше 15 лет, 42,3 % — между 15 и 59 годами и 5,3 % — в возрасте 60 лет и старше.

## Транспорт
В окрестностях города расположен одноимённый аэропорт.